# Кавано, Кристин
Кри́стин Джозефи́н Кава́но (англ. Christine Josephine Cavanaugh), в девичестве — Сэ́ндберг (англ. Sandberg; 16 августа 1963, Лейтон, Юта, США — 22 декабря 2014, Сидар-Сити, Юта, США) — американская актриса

.

## Биография
Кристин Джозефин Кавано, в девичестве Сэндберг, родилась 16 августа 1963 года в Лейтоне (штат Юта, США) в семье Уолдо Юджина Сэндберга и Реты Мейсон (в девичестве Шарки). У Кристин было восемь братьев и сестёр, двое родных и шестеро сводных: Дейонн Мэсок, Кёртис Джонсон, Стэнли Сэндберг, Стивен Сэндберг, Энн Мари Раттенбар, Джесси Шарки, Кэтрин Шарки и Ли М. Кларк. В 1981 году она окончила Лейтонскую среднюю школу Сначала она училась в Университете штата Юта, затем в Гавайском университете, где познакомилась со своим будущим мужем Кевином Кавано. Пара поженилась в 1985 году, но развелась позднее в этом же году. Однако, она сохранила свою фамилию как своё профессиональное имя, став актрисой. Кавано была мормоном.
Была актрисой и прославилась, как актриса озвучивания, которая имела характерный стиль речи и обеспечивала голос для большого количества мультипликационных персонажей. Она озвучивала роль Банни Рэббот в мультсериале «Sonic the Hedgehog», который транслировался в субботу утром на ABC, поросёнка Бэйба в одноимённом мультфильме 1995 года, Госалин Маллард (Гусёну) в мультсериале «Чёрный Плащ» и служила в качестве оригинальных голосов Чаки Финстер в мультсериале «Ох уж эти детки!» на Nickelodeon и профессора Декстера — главного персонажа в мультсериале «Лаборатория Декстера» Cartoon Network.
В 2001 году она завершила карьеру и умерла 22 декабря 2014 года по неуказанным причинам.

## Избранная фильмография
| Год       |    | Русское название                 | Оригинальное название                     | Роль                            |
| --------- | -- | -------------------------------- | ----------------------------------------- | ------------------------------- |
| 1989—2001 | мс | Симпсоны                         | The Simpsons                              | различные персонажи             |
| 1990      | с  | Весёлая компания                 | Cheers                                    | Терри Гарднер                   |
| 1991      | с  | Пустое гнездо                    | Empty Nest                                | Кимберли                        |
| 1992      | мф | Тоттой                           | Tottoi                                    | Тоттой                          |
| 1991—1992 | мс | Чёрный Плащ                      | Darkwing Duck                             | Госалин Маллард                 |
| 1990—2004 | мс | Ох уж эти детки!                 | Rugrats                                   | Чаки Финстер / разные персонажи |
| 1992      | мс | Мультяшность как есть            | Raw Toonage                               | Госалин Уоддлмейер-Маллард      |
| 1993      | мс | Мир Бобби                        | Bobby's World                             | Кевин                           |
| 1993      | с  | Фрейзер                          | Frasier                                   | работница фаст-фуда             |
| 1993—1994 | мс | Ёж Соник                         | Sonic the Hedgehog                        | Банни Рэббот                    |
| 1994      | мс | Бетховен                         | Beethoven                                 | Роузбад                         |
| 1994      | ф  | Рождество психов                 | Mixed Nuts                                | Генри Браун / полицейские       |
| 1994—1997 | мс | Настоящие монстры                | Aaahh!!! Real Monsters                    | Облина / разные персонажи       |
| 1995      | мф | Бэйб: Четвероногий малыш         | Babe                                      | Бэйб                            |
| 1995      | мс | Аладдин                          | Aladdin                                   | имя персонажа неизвестно        |
| 1995      | мф | Балто                            | Balto                                     | имя персонажа неизвестно        |
| 1996      | мс | Каспер, который живёт под крышей | The Spooktacular New Adventures of Casper | барсук                          |
| 1996      | ф  | Джерри Магуайер                  | Jerry Maguire                             | Миссис Римо                     |
| 1995—2003 | мс | Лаборатория Декстера             | Dexter's Laboratory                       | Декстер                         |
| 1997      | с  | Секретные материалы              | The X-Files                               | Аманда Неллиган                 |
| 1997      | с  | Все любят Рэймонда               | Everybody Loves Raymond                   | Эрин                            |
| 1997      | мс | Царь горы                        | King of the Hill                          | Бобби Хилл                      |
| 1997—1998 | мс | 101 далматинец                   | 101 Dalmatians: The Series                | Уиззер / Дамблинг               |
| 1998      | мс | Геркулес                         | Hercules                                  | Алкид                           |
| 1999      | мс | Дикая семейка Торнберри          | The Wild Thornberrys                      | макака                          |
| 1999—2000 | мс | Суперкрошки                      | The Powerpuff Girls                       | Бад / Банни / узница № 1        |
| 2000      | с  | Скорая помощь                    | ER                                        | Глория                          |
| 2001      | мс | Детки подросли                   | All Grown Up!                             | Чаки Финстер                    |